# Antoinette Woodville-Schnitzler

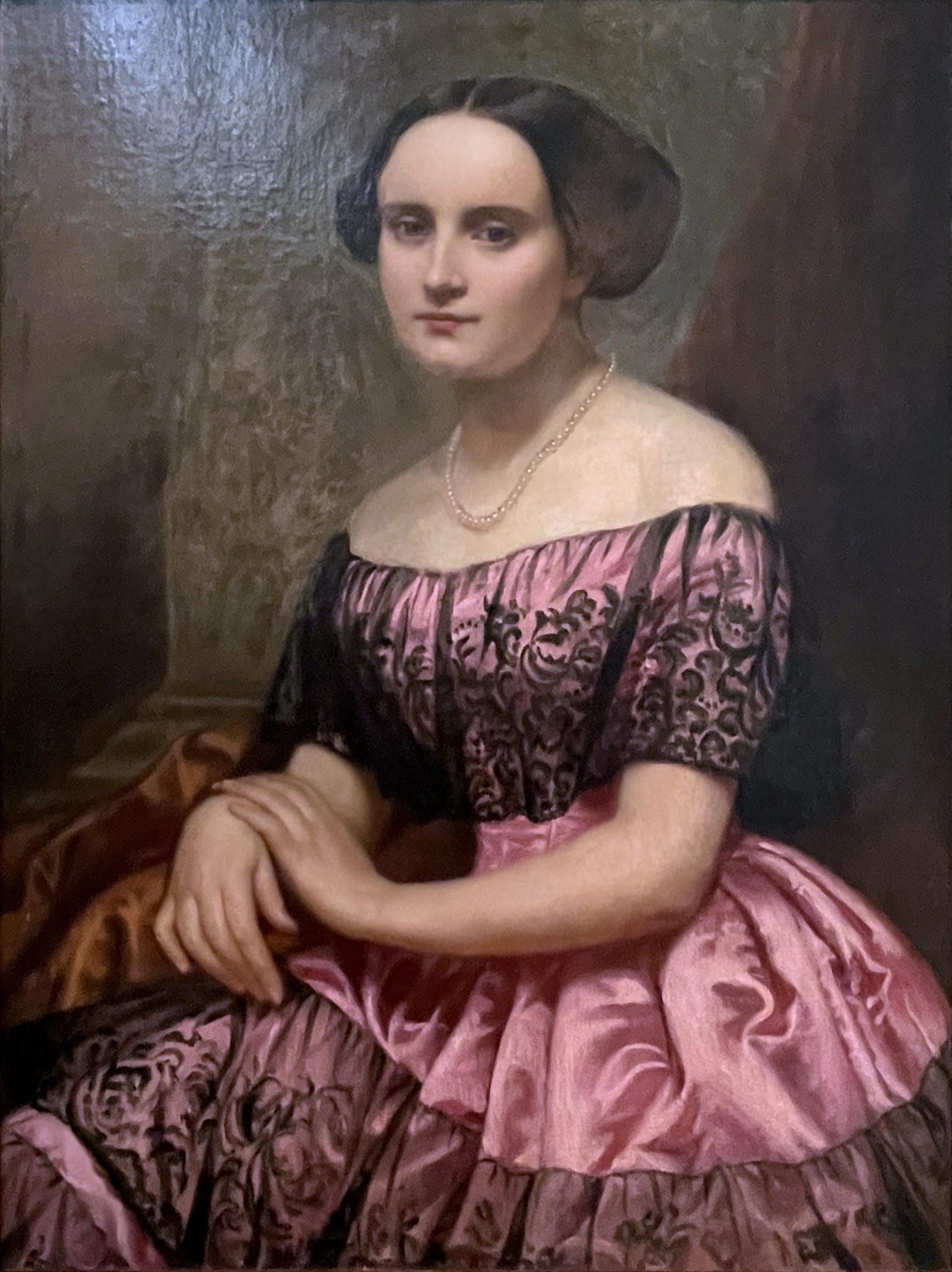
Toni Schnitzler, Selbstbildnis, um 1853, Stadtmuseum Düsseldorf

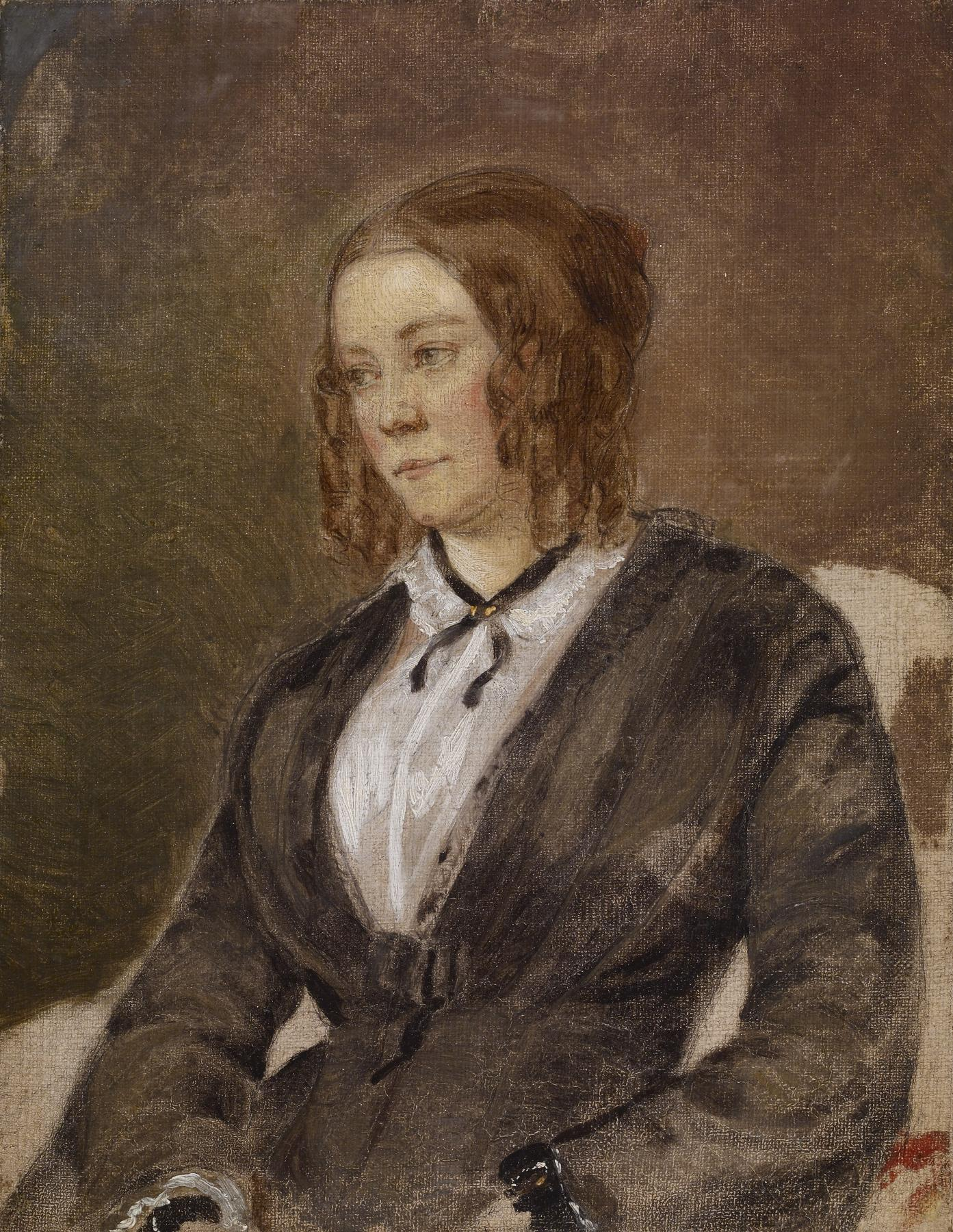
Portrait of a Seated Woman, möglicherweise Porträt der Antoinette Schnitzler, Richard Caton Woodville, um 1853

Marie Antoinette Woodville (* 25. September 1827 als Theresa Marie Antoinette Schnitzler in Düsseldorf; † 9. Mai 1881 in Bonn) war eine deutsche Malerin.

## Leben
Antoinette „Toni“ Schnitzler war eine Tochter des Baumeisters Anton Schnitzler, Inhaber eines Baugeschäfts, Stadtverordneter und Kirchenvorstand von St. Lambertus in Düsseldorf, und seiner Ehefrau Maria Constantia, geborene Hoffbauer (1808–1886), gebürtig aus „Petropol“ (alternative Bezeichnung von St. Petersburg).
Ihre künstlerische Ausbildung erhielt Toni Schnitzler – unter anderem mit Luise von Martens und Auguste von Schulte – als Atelierschülerin von Carl Ferdinand Sohn. Hier lernte sie den verheirateten US-amerikanischen Maler Richard Caton Woodville kennen, der ebenfalls privat bei Sohn studierte. 1849 porträtierte sie ihn in einem Kostüm des 16. Jahrhunderts. Um 1850 kehrte Woodvilles Ehefrau mit den beiden Kindern in die USA zurück. Woodville reiste mit Toni Schnitzler 1851 nach Paris. Anlass war der Auftrag der US-amerikanischen International Art-Union, im Namen der Firma Goupil, Vibert and Company, an mehrere Künstler, neben Woodville auch William Sidney Mount und George Caleb Bingham, ihre Arbeiten in Paris für die von William Schaus geführte New Yorker Filiale lithografieren zu lassen. Über Düsseldorf ging das Paar nach London. Anfang 1853 wurde beider Tochter Alice Elizabeth Mary geboren, doch erst am 28. Februar 1854 heiratete das Paar in London. Am 7. Januar 1856 kam der Sohn Richard Caton († 1926 in London) zur Welt. Woodville starb bereits im Sommer 1855. Die Witwe ging zunächst mit ihren Kindern in die Heimat der Mutter nach St. Petersburg und kehrte 1859 nach Düsseldorf zurück. 1876 wurden – nach zwei bereits 1875 erfolgten Urteilen – die Immobilien im Besitz der Erben von Anton Schnitzler, zu denen auch „die Wittwe Richard Woodville, Antoinette geborene Schnitzler, ohne Geschäft“ gehörte, öffentlich zum Verkauf angeboten.

## Werke
- Selbstbildnis, um 1853, Öl auf Leinwand, 92 × 69,5 cm (Stadtmuseum Düsseldorf, SMD.B 899)
- Richard Caton Woodville in einem Kostüm des 16. Jahrhunderts, 1849, Öl auf Leinwand, 64,1 × 51,4 cm (Stadtmuseum Düsseldorf, SMD.B 898)

In der „Permanenten Kunstausstellung“ der Kunsthandlung Eduard Schulte in Düsseldorf stellte die Künstlerin unter dem Namen Antoinette Woodville 1861 bis 1866 regelmäßig Genrebilder und Porträts aus, darunter Die Neugierige (1861), Kinderporträt (1861), Weibliches Porträt (1863) und eine Studie (1862). 1864 wurde sie auch als Ausstellerin im Kölner Kunstverein erwähnt. Ein „Studienkopf, (…) fein gefühlt und mit Diskretion gemalt“, war 1863 in der Berliner Kunsthandlung Sachse angeboten. 1864 waren bei Schulte in Düsseldorf Zeichnungen und Aquarelle von „Frl. Maria Schnitzler“ zu sehen.